# 딥테리스과
딥테리스과(Dipteridaceae)는 풀고사리목에 속하는 양치식물과의 하나이다. 2개 속을 포함하고 있다.

## 하위 분류
- Cheiropleuria C.Presl, 1851
- Dipteris Reinw. 1825

## 계통발생학적 관계
아래는 2011년 레토넨(Lehtonen) 등의 연구 결과를 토대로 풀고사리목에 속하는 식물 과들 사이의 계통발생학적 관계를 보여주는 분기도이다.
| 풀고사리과 | 6개 속 |
|            | 6개 속 |

| 마토니아과 | 2개 속 |
|            | 2개 속 |
| 딥테리스과 | 2개 속 |
|            | 2개 속 |

| 풀고사리과 | 6개 속 |
|            | 6개 속 |

| 마토니아과 | 2개 속 |
|            | 2개 속 |
| 딥테리스과 | 2개 속 |
|            | 2개 속 |